# Ramón Padró y Pijoan
Ramón Padró y Pijoan (Cervera, 1809-San Felíu de Llobregat, 1876) fue un escultor catalán. Se le nombró académico de mérito en la Escuela de Bellas Artes de Barcelona.

## Biografía

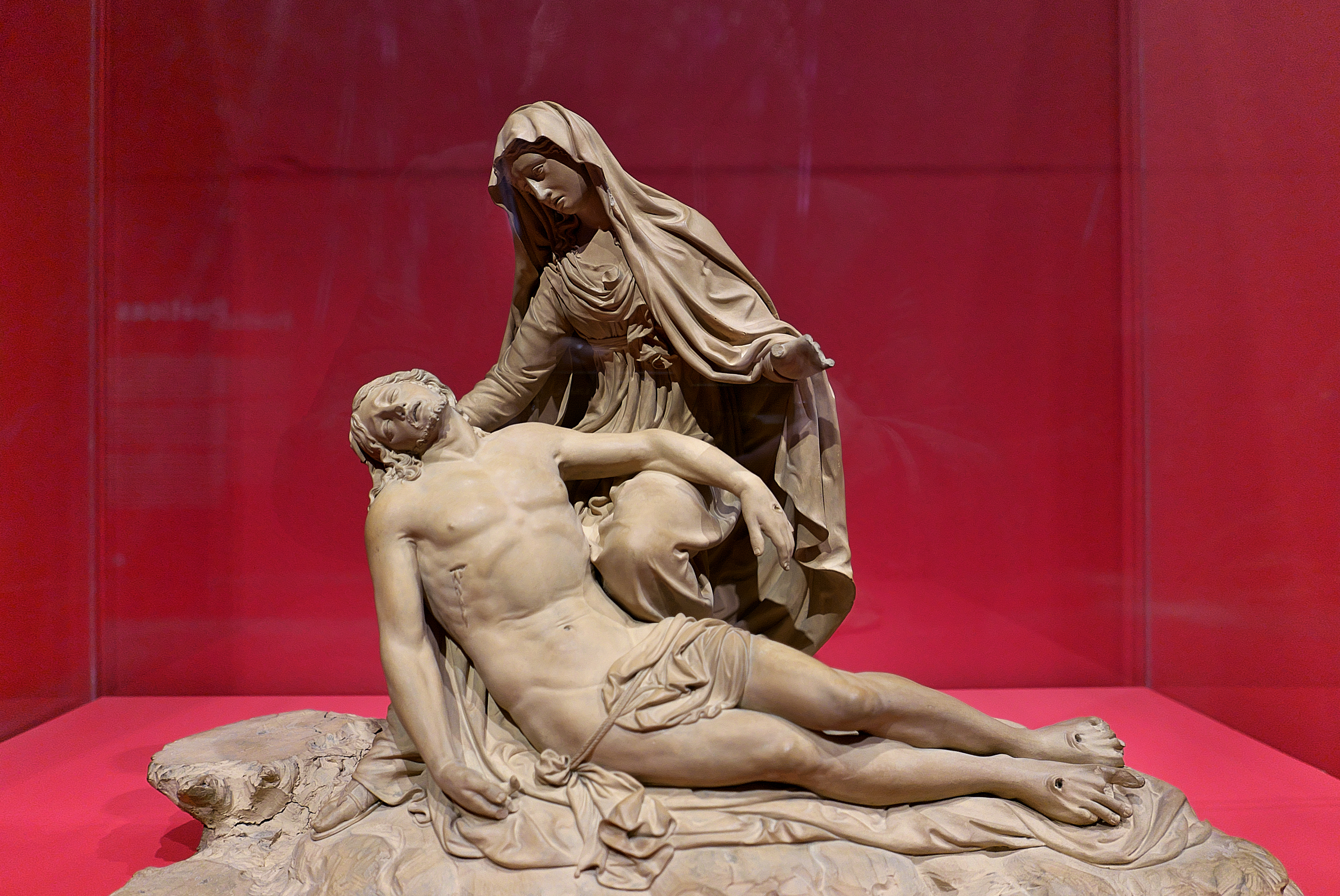
La Piedad. Escultura en terracota (mediados del) en el Museo Nacional de Arte de Cataluña.

Nacido en Cervera en 1809, fue hijo del también escultor Tomás Padró Marot y de Maria Ana Pijoan. Casado con Antonia Pedret, fue a su vez padre del pintor Ramón Padró y el dibujante Tomás Padró Pedret. En 1844 se trasladó de Manresa a Barcelona para estudiar en la Escuela de las Nobles Artes, donde fue discípulo predilecto de Damià Campeny.
Tenía el taller en la plaza de los Traginers de Barcelona en el 1848. Su especialidad fue la imaginería religiosa, destacando en los «Crucifijos», que hacía de madera de limonero. De él es una «Piedad» para un oratorio particular, un ángel del camarín de Montserrat, un San Rafael y un San Pedro de la iglesia de la Enseñanza de Barcelona. Tomó parte en la decoración de los pórticos d'en Xifré y en la fachada de la parte nueva de la Casa de la Ciudad de Barcelona. Se le atribuyen unos grupos de terracota del jardín del Ateneo Barcelonés, y también se dedicó al arte de la pintura. Falleció el 17 de agosto de 1876 en Sant Feliu de Llobregat.